# 背信の門
『背信の門』（原題：Sin After Sin）は、ジューダス・プリーストが1977年に発表した3作目のアルバム。

## 解説
メジャー・レーベルのCBSへの移籍第1弾であり、アメリカでもコロムビア・レコードから発売された。レコーディングは主にザ・フーが所有するランポート・スタジオで行われ、元ディープ・パープルのロジャー・グローヴァーがプロデューサーに起用された。アラン・ムーアは既に脱退していたため、サイモン・フィリップス がサポート・ドラマーとして全曲に参加した。
「ダイヤモンズ・アンド・ラスト」は、ジョーン・バエズが1975年に大ヒットさせたアルバム『Diamonds & Rust』収録曲のカヴァー。ジューダス・プリーストがカヴァー曲を発表したのは、これが初めてである。同ヴァージョンはシングルとしても発売されたが、チャート・インは果たせなかった。
本作は、ジューダス・プリーストのアルバムとしては初めて全英アルバムチャート入りを果たし、最高23位を記録した。本作発表後、バンドは新ドラマーとしてレス・ビンクスを迎え、REOスピードワゴンやフォリナーのオープニングアクトとして本格的なアメリカ・ツアーを行った。
2001年のリマスターに際して収録されたボーナス・トラック「レイス・ウィズ・ザ・デビル」は、ガン（The Gun）が1968年に大ヒットさせた曲のカヴァー。

## 収録曲
特記なき楽曲はロブ・ハルフォード、K. K. ダウニング、グレン・ティプトンの共作。
1. 罪業人 - Sinner (Rob Halford, Glenn Tipton) - 6:42
2. ダイヤモンズ・アンド・ラスト - Diamonds & Rust (Joan Baez) - 3:23
3. スターブレイカー - Starbreaker - 4:49
4. 最後の夏のバラ - Last Rose of Summer (R. Halford, G. Tipton) - 5:36
5. 危害者 - Let us Prey/Call For The Priest - 6:12
6. 不当なる弾圧 - Raw Deal (R. Halford, G. Tipton) - 5:59
7. 孤立の涙 - Here Come the Tears (R. Halford, G. Tipton) - 4:36
8. 異端からの反撃 - Dissident Aggressor - 3:06
下記2曲は2001年リマスターCDのボーナス・トラック。
9. レイス・ウィズ・ザ・デビル - Race with the Devil (Adrian Gurvitz) - 3:06
10. ジョウブレイカー (ライヴ) - Jawbreaker - 4:01

## カヴァー
- 「スターブレイカー」は、アーチ・エネミーにカヴァーされた。ヨーロッパやアメリカではアルバム『ウェイジズ・オブ・シン』（2001年）に付属されたボーナスCD『Rare & Unreleased』で発表され、日本ではシングル「バーニング・エンジェル」（2002年）のカップリング曲としてリリースされた。
- 「異端からの反撃」は、スレイヤーのアルバム『サウス・オブ・ヘヴン』（1988年）やヘイルストームのEP『Reanimate 2.0: The Covers EP』で取り上げられた。

## 参加ミュージシャン
- ロブ・ハルフォード：ボーカル
- K. K. ダウニング：リードギター
- グレン・ティプトン：リードギター
- イアン・ヒル：ベース
- サイモン・フィリップス：ドラムス